# Brit Awards 2024
Les Brit Awards 2024 ont lieu le 2 mars 2024 à l'O2 Arena à Londres. Il s'agit de la 44e cérémonie des Brit Awards, présentée par Clara Amfo (en), Maya Jama et Roman Kemp diffusée en direct sur les chaînes de télévision ITV1, STV et sur la plateforme numérique de vidéo à la demande ITVX (en).
En plus de battre le record du nombre de nominations, la chanteuse Raye bat également celui du nombre de victoires lors d'une même cérémonie avec six récompenses.

## Nominations
Les trois nommés pour le Rising Star Award sont annoncés le 28 novembre 2023 et le lauréat est révélé le 7 décembre 2023,.
Pour toutes les autres catégories, les nominations sont annoncées le 24 janvier 2024. Nommée sept fois, la chanteuse Raye bat le record du nombre de nominations lors d'une même cérémonie qui était détenu par Robbie Williams, Craig David et Gorillaz, nommé chacun six fois, respectivement en 1999, 2001 et 2002.
Les rappeurs Central Cee et J Hus (en) obtiennent quatre nominations chacun.

## Catégories
Tenant compte des critiques au sujet de la catégorie artiste de l'année qui ne comptait que des artistes masculins lors de la précédente édition, les organisateurs ont augmenté le nombre de nominations, passant de cinq à dix, avec une majorité d'artistes féminines (six sur dix). La catégorie artiste international de l'année passe également de cinq à dix nommés dont huit chanteuses,.
La catégorie meilleur artiste pop/R&B a été scindée en deux : meilleur artiste pop et meilleur artiste R&B.

## Trophée
C'est l'artiste britannique Rachel Jones qui a créé le design de la statuette remise aux lauréats lors de cette édition.

## Résultats
En plus de battre le record du nombre de nominations, la chanteuse Raye bat également celui du nombre de victoires lors d'une même cérémonie avec six récompenses. Le précédent record de quatre victoires était détenu par le groupe Blur, la chanteuse Adele et le chanteur Harry Styles, sacrés quatre fois respectivement en 1995, 2016 et 2023.
Les prix de producteur de l'année et d'auteur-compositeur de l'année, remportés par Chase and Status et par Raye, sont décernés sans nominations au préalable. En outre, Raye est la première artiste féminine lauréate dans la catégorie auteur-compositeur de l'année.
La chanteuse australienne Kylie Minogue reçoit le prix spécial Global Icon Award, attribué précédemment à quatre reprises (Elton John en 2014, David Bowie à titre posthume en 2016, Robbie Williams en 2017 et Taylor Swift en 2021).

## Interprétations sur scène
Plusieurs chansons sont interprétées lors de la cérémonie.
- Dua Lipa : Training Season
- Calvin Harris et Ellie Goulding : Miracle
- Tate McRae : Greedy
- Jungle : Back On 74
- Raye : Ice Cream Man / Prada / Escapism
- Becky Hill et Chase and Status : Disconnect
- Rema : Calm Down
- Kylie Minogue : Padam Padam / Can't Get You Out of My Head / Love at First Sight / All the Lovers

## Palmarès
Les lauréats apparaissent en caractères gras

### Meilleur album britannique
- My 21st Century Blues de Raye
  - The Ballad of Darren (en) de Blur
  - Beautiful And Brutal Yard de J Hus (en)
  - No Thank You de Little Simz
  - Heavy Heavy de Young Fathers

### Artiste de l'année
- Raye
  - Arlo Parks
  - Central Cee
  - Dave
  - Dua Lipa
  - Fred again..
  - J Hus
  - Jessie Ware
  - Little Simz
  - Olivia Dean

### Groupe de l'année
- Jungle
  - Blur
  - Chase and Status
  - Headie One et K-Trap (en)
  - Young Fathers

### Chanson de l'année
- Escapism de Raye feat. 070 Shake
  - Miracle de Calvin Harris et Ellie Goulding
  - Prada de Cassö, Raye et D-Block Europe
  - Let Go de Central Cee
  - Sprinter de Dave et Central Cee
  - Dance the Night de Dua Lipa
  - Eyes Closed d'Ed Sheeran
  - Who Told You de J Hus ft Drake
  - Strangers de Kenya Grace
  - Wish You The Best de Lewis Capaldi
  - Boy's a Liar de PinkPantheress
  - Dancing is Healing de Rudimental, Charlotte Plank (en) et Vibe Chemistry (en)
  - Firebabe de Stormzy ft Debbie
  - React de Switch Disco (en) et Ella Henderson
  - Messy in Heaven de Venbee (en) et Goddard. (en)

### Meilleur artiste pop
- Dua Lipa
  - Calvin Harris
  - Charli XCX
  - Olivia Dean
  - Raye

### Meilleur artiste R&B
- Raye
  - Cleo Sol (en)
  - Jorja Smith
  - Mahalia
  - Sault (en)

### Meilleur artiste dance
- Calvin Harris
  - Barry Can't Swim (en)
  - Becky Hill
  - Fred again..
  - Romy

### Meilleur artiste rock/alternatif
- Bring Me the Horizon
  - Blur
  - The Rolling Stones
  - Young Fathers
  - Yussef Dayes (en)

### Meilleur artiste hip-hop/grime/rap
- Casisdead (en)
  - Central Cee
  - Dave
  - J Hus
  - Little Simz

### Meilleur nouvel artiste
- Raye
  - Mahalia
  - Olivia Dean
  - PinkPantheress
  - Yussef Dayes

### Rising Star Award
- The Last Dinner Party
  - Caity Baser (en)
  - Sekou

### Artiste international de l'année
- SZA
  - Asake
  - Burna Boy
  - Caroline Polachek
  - CMAT
  - Kylie Minogue
  - Lana Del Rey
  - Miley Cyrus
  - Olivia Rodrigo
  - Taylor Swift

### Groupe international de l'année
- Boygenius
  - Blink-182
  - Foo Fighters
  - Gabriels
  - Paramore

### Chanson internationale de l'année
- Flowers de Miley Cyrus
  - What Was I Made For? de Billie Eilish
  - Daylight de David Kushner (en)
  - Paint the Town Red de Doja Cat
  - Giving Me de Jazzy
  - People de Libianca
  - Made You Look de Meghan Trainor
  - Stick Season de Noah Kahan
  - Miss You d'Oliver Tree et Robin Schulz
  - Vampire d'Olivia Rodrigo
  - (It Goes Like) Nanana de Peggy Gou
  - Calm Down de Rema
  - Kill Bill de SZA
  - Greedy de Tate McRae
  - Water de Tyla

### Producteur de l'année
- Chase and Status

### Auteur-compositeur de l'année
- Raye

### Global Icon Award
- Kylie Minogue

## Artiste à récompenses multiples
- 6 récompenses:
  - Raye

## Artistes à nominations multiples
- 7 nominations:
  - Raye

- 4 nominations:
  - Central Cee
  - J Hus

- 3 nominations:
  - Blur
  - Calvin Harris
  - Dave
  - Dua Lipa
  - Little Simz
  - Olivia Dean
  - Young Fathers

- 2 nominations:
  - Fred again..
  - Mahalia
  - Olivia Rodrigo
  - PinkPantheress
  - SZA
  - Yussef Dayes